# 田中菜々
田中 菜々（たなか なな、1996年6月25日 - ）は、日本のグラビアアイドル、女優。
福岡県出身。ケイエイチプロモーション所属。

## 来歴
2011年、葛飾区ご当地アイドルユニットT-BREAKのメンバーとして活動を始め、同年11月30日にイメージDVD『ぴゅあコットンシリーズ なないろエンジェル』でグラビアデビュー。その後発売された2ndDVD『生徒会長、大変ですっ!』で一躍、年間トップジュニアアイドルの仲間入りを果たす。
2012年、高校進学をきっかけに学業優先のためユニットを辞め、イメージDVDアイドルとして活動していたが高校卒業を機に女優業にも挑戦。

## 人物
特技は小説を書くこと、似顔絵、デッサン。趣味は妄想、音楽ゲーム。
本人曰く、さびしがりや。

## 出演

### 舞台
太字は主演・ヒロイン作品
- ドラマデザイン社プロデュース「The Night of Christmouse〜クリスマウスの夜〜」（2016年12月20日-25日、ワーサルシアター）- 一之瀬美都（劇団冥王星） 役[7]
- “STRAYDOG”Seedling「おとうさんとわたし」（2017年2月1日-5日、ワーサルシアター）- 紗絵 役[8]
- ことのはbox第7回公演「レイニーレディー 」（2018年6月6日-12日、シアターグリーン BOX in BOX THEATER）- 春田みゆき 役[9]
- 劇団ズッキュン娘 第13回公演「神社エール！」（2018年11月16日-19日、吉祥寺シアター）- 杉本小春 役[10][11]
- ことのはbox第9回公演「見よ、飛行機の高く飛べるを」（2019年3月13日-17日、中目黒キンケロシアター）- 大槻マツ 役[12][13]
- W jokeR舞台咲品第2弾「おわりのはじまりに」（2019年7月10日-15日、サンモールスタジオ）- 梅華 役[14][15]
- Five carD舞台咲品本公演第4弾「根っこを切られた花の色は」（2019年11月12日-17日、千本桜ホール）[16]
- ことのはbox第12回公演「彗星はいつも一人」（2019年12月12日-15日、武蔵野芸能劇場 小劇場）- 菫 役[17]
- ことのはbox第13回公演「ジプシー〜千の輪の切り株の上の物語〜」（2020年4月1日-7日、シアター風姿花伝）- 柴崎秀子 役[18]
- ことのはbox第15回公演「楽屋」（2020年8月22日-30日、シアター風姿花伝）- 女優B 役[19]
- おぶちゃpresents「Joie！」（2020年12月23日-27日、千本桜ホール）[20]
- ミュージカル「クロスフレンズ」（2021年5月27日-30日、六行会ホール）- イザベラ・イルゼ 役[21][22]
- おぶちゃpresents「Bittersweet Flowers」（2021年11月3日-7日、劇場MOMO）- 土岐桔穂 役[23]
- ハネオロシpresents「春征くキネマ、桜舞う」（2021年12月17日-19日、シアターグリーン BIG TREE THEATER）[24]
- 劇団 狼煙組第三回公演「春待つ貴方へ告げる夏」（2022年3月8日-13日、オメガ東京）- 中里美穂 役[25][26]
- おぶちゃ５周年記念 5円公演「御縁記念日」（2022年6月30日、MsmileBOX渋谷）- レイコ 役、看護婦 役[27][28]
- おぶちゃ5周年記念公演「葬送曲」（2022年9月28日-10月2日、中目黒キンケロシアター）- ノノ 役[29][30][31]
- 「点灯夫の暗帯～秋山里奈物語～」（2023年4月8日-9日、神楽坂セッションハウス）[32]
- SUPERNOVA「泡沫の空に光を飛ばした」（2024年2月7日 - 18日、王子小劇場） - 林鈴子 役[33]
- miwa produce。sec.1「なんでもないトマトなのに」（2024年9月18日 - 22日、π TOKYO）[34]

### DVD
- ぴゅあコットン『なないろエンジェル』（2011年11月30日、メディアブランド）
- 生徒会長、大変ですっ!（2012年4月27日、エスデジタル）
- Sweet Heart（2012年10月26日、スパイスビジュアル）
- ピュア・スマイル（2013年2月22日、竹書房）
- Sweet Heart 純愛キッス〜桃恋〜（2013年5月31日、スパイスビジュアル）
- 田中菜々 Sweet Heart ときめいた夏〜桃恋〜（2013年8月30日、スパイスビジュアル）
- ちゅら菜ちゅら（2013年11月20日、アイドルワン）
- Sweet Heart 秘めた想い（2014年2月28日、スパイスビジュアル）
- Sweet Heart フォルティッシモ（2014年5月30日、スパイスビジュアル）
- Sweet Heart -ボラカイアイランド-（2014年7月25日、スパイスビジュアル）
- 純白セレナーデ（2014年9月26日、スパイスビジュアル）
- Juicy（2014年12月26日、スパイスビジュアル）
- なな色シンパシー（2015年2月27日、エスデジタル）
- 卒業（2015年4月24日、スパイスビジュアル）[35]
- 田中菜々・夏江美優 聖女伝説 ななの色彩、みゆの十色（2015年5月29日、スパイスビジュアル）
- なな恋 前編（2015年7月31日、スパイスビジュアル）
- なな恋 後編（2015年9月25日、スパイスビジュアル）

### モデル
- Sorellaイメージモデル

## 書籍

### 写真集
- 透きとおる菜々の午後（2014年11月1日、彩文館出版、撮影：細井智燿） ISBN 978-4775605578